# Екстралига Чешке Републике у рагбију
Екстралига Чешке Републике у рагбију (чеш. Česká ragbyová extraliga) је први ранг рагби 15 такмичења у Чешкој Републици.

## О такмичењу
Овим такмичењем руководи Рагби савез Чешке Републике. У лигашком делу учествује 7 клубова. Сезона траје од септембра до маја. 
Учесници
- Дрегон
- Праг
- Маунтфилд
- Славија
- Спарта
- Татра
- Вишков

## Историја
Списак шампиона Чехословачке у рагбију
- 1930. Славија
- 1931. Славија
- 1932. Спарта
- 1933. Славија
- 1934. Славија
- 1935. Славија
- 1936. Славија
- 1948. Сокол
- 1949. АТК Праг
- 1950. Сокол
- 1951. АТК Праг
- 1952. АТК Праг
- 1953. Уда Праг
- 1954. Уда Праг
- 1955. Спартак Праг
- 1956. Динамо Праг
- 1957. ТЏ Динамо Праг
- 1958. ТЏ Динамо Праг
- 1959. ТЏ Динамо Праг
- 1960. Спартак Праг
- 1961. ТЏ Динамо Праг
- 1962. Спартак Праг
- 1963. Спартак Праг
- 1964. Славија Праг
- 1965. Спартак Брно
- 1966. Спартак Праг
- 1967. Спартак Праг
- 1968. Спартак Праг
- 1969. Славија Праг
- 1970. Дукља прелуч
- 1971. Славија Праг
- 1972. АЗКГ Праг
- 1973. Спарта Праг
- 1974. Вишков
- 1975. Вишков
- 1976. Вишков
- 1977. Вишков
- 1978. Вишков
- 1979. Вишков
- 1980. Вишков
- 1981. Вишков
- 1982. ТЏ Праг
- 1983. ТЏ Праг
- 1984. ТЏ Праг
- 1985. Вишков
- 1986. ТЏ Праг
- 1987. ТЏ Праг
- 1988. ТЏ Праг
- 1989. Вишков
- 1990. Спарта Праг
- 1991. Вишков
- 1992. Праг
- 1993. Вишков

Списак шампиона Чешке Републике у рагбију
- 1994. Вишков
- 1995. Татра
- 1996. Ричани
- 1997. Татра
- 1998. Спарта
- 1999. Спарта
- 2000. Дрегон
- 2001. Ричани
- 2002. Праг
- 2003. Татра
- 2004. Ричани
- 2005. Ричани
- 2006. Ричани
- 2007. Татра
- 2008. Татра
- 2009. Славија
- 2010. Маунтфилд
- 2011. Маунтфилд
- 2012. Татра
- 2013. Праг
- 2014. Праг
- 2015. Вишков